# Su nombre es Fujimori
Su nombre es Fujimori es una película documental del director peruano Fernando Vílchez que muestra una retrospectiva crítica del Fujimorato. El estreno fue parte de la campaña opositora al fujimorismo durante las elecciones generales de 2016.

## Sinopsis
El documental hace un recorrido por la historia del gobierno de Alberto Fujimori (1990-2001), repasando los hechos más polémicos y controversiales, estableciendo paralelismos con la posible vuelta del fujimorismo encarnada en la hija de Fujimori, Keiko, quien postuló en 2016 a la presidencia del Perú y quien tuvo vínculos en el gobierno de padre. Entre otros hechos, la película denuncia las esterilizaciones forzosas durante el régimen fujimorista, y muestra la Marcha de los Cuatro Suyos, movilización popular nacional ocurrida en el año 2000.

## Producción
El documental inició su producción tan solo doce días antes de su estreno, el 30 de abril de 2016, seis días antes de las celebración de la segunda vuelta electoral entre los candidatos Keiko Fujimori de Fuerza Popular y Pedro Pablo Kuczynski de Peruanos Por el Kambio.
Fue producida por Bergman Was Right Films, y estrenada de forma online y gratuita, fue vista por 700 mil personas.